# جوان ويلدون
جوان ويلدون (بالإنجليزية: Joan Weldon)‏ هي ممثلة أمريكية، ولدت في 5 أغسطس 1930 في سان فرانسيسكو في الولايات المتحدة.

## وصلات خارجية
- جوان ويلدون على موقع IMDb (الإنجليزية)
- جوان ويلدون على موقع ألو سيني (الفرنسية)
- جوان ويلدون على موقع أول موفي (الإنجليزية)
- جوان ويلدون على موقع قاعدة بيانات برودواي على الإنترنت (الإنجليزية)
- جوان ويلدون على موقع قاعدة بيانات الأفلام السويدية (السويدية)
- جوان ويلدون على موقع إن إن دي بي (الإنجليزية)
- جوان ويلدون على موقع قاعدة بيانات الفيلم (الإنجليزية)